# Apanteles eros
Apanteles eros är en stekelart som beskrevs av Wilkinson 1932. Apanteles eros ingår i släktet Apanteles och familjen bracksteklar. Inga underarter finns listade i Catalogue of Life.